# Szultán

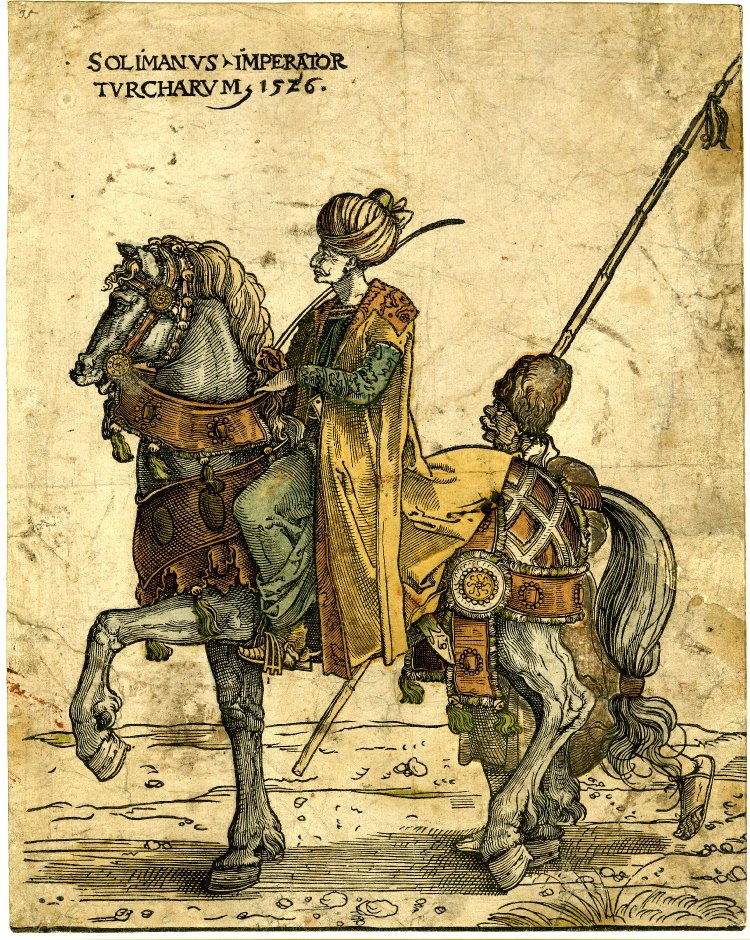
I. Szulejmán oszmán szultán lóháton (1526)

A szultán arab eredetű uralkodói méltóságnév. Arámiul: 'soltán'. Az eredetileg „hatalom-erő-tekintély”  jelentéssel bíró szót az első ezredforduló táján kezdték uralkodói címként használni török eredetű dinasztiák, és a 11. században terjedt el szerte az iszlám világában. Női megfelelője a szultána. A történelem során a legismertebbek és a leghatalmasabbak az Oszmán Birodalom szultánjai voltak. A szultánok uralkodói udvarának neve a szultáni szeráj.

## Történetük
Tudomásunk szerint elsőként a mai Afganisztán területére eső központtal Kelet-Iránban uralkodó Mahmúd al-Gazní (uralkodott 998–1030 között) volt az első, aki magát szultánnak titulálta. Nem sokkal ezt követően a szultáni címmel kapcsolatban a szeldzsukok alakították ki azt a koncepciót, miszerint a kalifa – aki 1055-től szeldzsuk felügyelet alatt állt – a vallási, a szultán a világi kérdésekben gyakorol főhatalmat. Ez a tézis a Nagyszeldzsuk Birodalom rövidesen bekövetkező széthullása miatt nem sokáig volt igaz, és rövidesen több, párhuzamosan létező szultánság is kialakult (például a szeldzsukok Ikóniumi Szultánsága és a Szaladin egyiptomi szultán által alapított Ajjúbida Szultánság, vagy az egyiptomi Mamlúk és az anatóliai-balkáni Oszmán Szultánság). A későbbiekben kisebb jelentőségű dinasztiák – kalifai jóváhagyás nélkül – is alkalmazták az eredetileg valóban nagyhatalmak által használt titulust.

## Modern szultánok és szultanátusok
A 21. században csak Omán, Brunei és néhány kisebb kelet-ázsiai monarchia vezetője használja ezt a címet. A szultán által kormányzott országot szultánságnak vagy szultanátusnak hívhatjuk.
- Brunei
- Malajzia – a szultáni címet a kilenc uralkodóból hét viseli, a többi uralkodónak királyi címe van.
- Omán – az ománi szultán egyben a háridzsita iszlám feje is.
- Szaúd-Arábia – a szaúdi uralkodók külföldön királynak neveztetik magukat.